# Coemeterium Maius

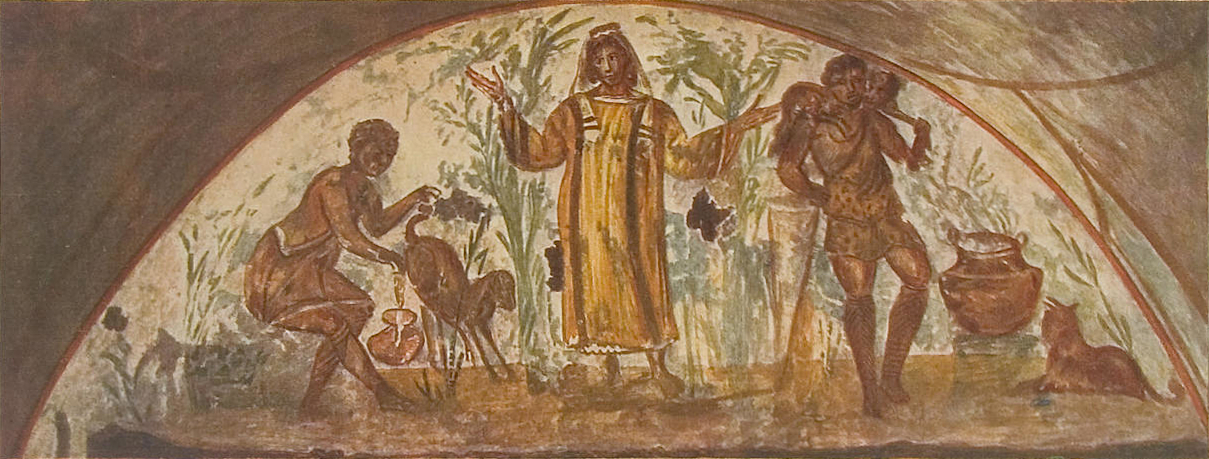
Orante in Coemeterium Maius

De Coemeterium Maius of Catacomba Maggiore is een van de catacombecomplexen in de Italiaanse stad Rome. De catacombe ligt nabij de Via Nomentana in de wijk Trieste.

## Toponiem
De eerste vermelding van de catacombe is in het liturgische document, dat dateert uit het midden van de vijfde eeuw, genaamd de Martyrologium Hieronymianum: ter nagedachtenis aan de martelaren van 16 september, wordt gezegd dat ze werden begraven "op de grote begraafplaats" aan de Via Nomentana. Het Coemeterium Maius dankt zijn naam aan de uitgestrektheid van de catacombe en de grote dichtheid aan vertakkingen van de galerijen: daarin bevindt zich een van de langste ondergrondse galerijen van heel Rome met een lengte van bijna 200 meter. Met deze naam komt de catacombe voor in de itinerariums voor pelgrims van de vroege middeleeuwen.

## Geschiedenis
De catacombe ontstond in het midden van de derde eeuw: aanvankelijk was het verdeeld in twee afzonderlijke kernen, met twee onafhankelijke toegangstrappen, nu gelegen bij de huidige ingang aan de via Asmara. Onderzoeken die in de bovengrond worden uitgevoerd leidden tot de ontdekking van het bestaan van een Romeinse landelijke villa die, op het moment van verlaten, voor begrafenisdoeleinden werd aangepast, eerst met begrafenissen in de openlucht, en later, in de derde eeuw, met begrafenissen in de ondergrondse begraafplaats. Aan het einde van de eeuw werden de twee delen van de catacomben verenigd, waardoor de grootste Romeinse catacombe ontstond, die tot de eerste helft van de vijfde eeuw in gebruik bleef. De vroegmiddeleeuwse itinerariums vertellen over het bestaan van een bovengrondse basiliek, gewijd aan de heilige Emerentiana, en van twee ondergrondse graven die zijn omgevormd tot heiligdommen, gewijd aan de heiligen Victor en Alexander.
De catacombe werd voor het eerst verkend in 1493 door de Augustijner monniken van de basiliek van Santa Maria del Popolo, waartoe het land behoorde waar de begraafplaats zich bevond (tot 1870). Antonio Bosio slaagde er aan het begin van de zeventiende eeuw ook in om de begraafplaats binnen te dringen en beschreef het in zijn postume boek "Roma sotterranea", maar verwarde het met de nabijgelegen Catacombe van Sint-Agnes, waarmee het verbonden was door het oude zandsteen heen. In de achttiende eeuw veroorzaakten de corpisantari, zoekers van relikwieën, veel schade in de catacombe, net als veel andere Romeinse catacomben. De eerste wetenschappelijke studies op de begraafplaats begonnen in de negentiende eeuw tot aan de studies uitgevoerd door de priester Umberto Maria Fasola in de twintigste eeuw.

## Martelaren
In de Martyrologium Hieronymianum worden deze martelaren op de datum van 16 september herdacht: Vittore, Felice, Alessandro, Papia en Emerenziana. Van Vittore, Felice en Alessandro is niets bekend over hun leven en hun martelaarschap, al worden ze op 20 april voor de tweede keer herdacht. Emerenziana wordt ook herdacht op 23 januari: hier wordt gezegd dat ze, gestenigd bij het graf van de maagd Agnes, van wie ze de "melkzuster" was, werd begraven op de begraafplaats in de buurt van dat van Agnes, dat is deze catacombe. Momenteel zijn haar relieken te vinden in de basiliek van Sint-Agnes buiten de muren. Ten slotte herdenkt de martyrologie op 29 januari de begrafenis in de Coemeterium Maius van de twee martelaren, militair van beroep, Papia en Mauro, die zich tot het christendom bekeerden tijdens het verhoor van twee andere christenen en vervolgens werden veroordeeld tot het martelaarschap, Sisinnio en Saturnino. In totaal zijn er dus 6 martelaren die de literaire bronnen op deze begraafplaats situeren: Vittore, Felice, Alessandro, Emerenziana, Papia en Mauro.
Wat betreft het bestaan van monumentaal bewijs dat de literaire traditie bevestigt, kwam het geluk de archeologen te hulp. Tegen het einde van de negentiende eeuw werd tijdens de sloop van de kerk van San Salvatore de Pede Pontis, nabij het Tibereiland, een grafsteen gevonden, verminkt aan de rechterkant, die herinnerde aan vier martelaren van de grote begraafplaats, namelijk Vittore, Felice, Emerenziana en Alessandro. Zestig jaar later, tijdens de opgravingen van de catacomben aan de Via Nomentana, werd het ontbrekende deel van de grafsteen gevonden, die ook de naam droeg van de vijfde martelaar, Papia. Over de laatste martelaar, Mauro, werd een marmeren transenna gevonden, opgericht door een gelovige genaamd Patricia, als ex voto ter nagedachtenis aan de heiligen Alessandro, Vittore, Mauro, Papia en Felice, wiens namen in de gevonden overblijfselen waren gegraveerd.

## Beschrijving
In 1876 ontdekte Mariano Armellini een monumentale crypte, die hij ten onrechte aanzag voor de begraafplaats van de heilige Emerenziana. Hier zijn verschillende overblijfselen van fresco's bewaard gebleven, waarvan de oudste dateert uit de eerste helft van de vierde eeuw, met de afbeeldingen van de belangrijkste martelaren van de catacombe. Studies hebben aangetoond dat deze ondergrondse basiliek eigenlijk de begraafplaats is van de martelaren Victor en Alexander, herinnerd door de itinerariums voor pelgrims uit de vroege middeleeuwen. De omgeving wordt door een boog in tweeën gedeeld en is verfraaid met kruisgewelven, zuilen met kapitelen en een lucernarium. Daarnaast is er een stoel uitgehouwen in de tufsteen en in de tegenoverliggende muur een tafel voor de heilige oliën die ook in de tufsteen is uitgehouwen.
Deze stoel is niet de enige op de begraafplaats. Er zijn zeven andere stoelen gevonden, allemaal gelegen in een gebied van de catacombe, het gebied van de stoelen genoemd, daterend uit de eerste helft van de 4e eeuw. Deze stoelen, samen met de tafel voor de heilige oliën, hadden een symbolische functie. Ze waren gekoppeld aan de zogenaamde riten van verfrissing, die christenen hadden overgenomen van heidenen samen met de riten van het begrafenisbanket: ter gelegenheid van de viering van de sterfdag van een overledene of vieringen in verband met de cultus van de doden. Het was het gebruikelijk dat de familie zich rond het graf van hun overleden familielid verzamelde om te feesten en zijn graf met wijn of melk te besprenkelen of zelfs, door kleine gaatjes, vloeistoffen of vast voedsel naar binnen te brengen.
In het gebied van de stoelen werd een heidense sarcofaag uit de eerste helft van de derde eeuw ontdekt, hergebruikt door christenen. De sarcofaag is perfect intact en het toont jachttaferelen, met sporen van beschildering; op de voorzijde, eveneens fijn gebeeldhouwd, staat de naam van de christen die de sarcofaag had hergebruikt, een zekere Aurelius Tabula van 24 jaar.
Verder werd in de buurt van de crypte van de heilige Emerenziana, in een arcosolium, een schildering gevonden dat een biddende maagd uit het Constantijnse tijdperk voorstelt: de vrouwelijke figuur, in de houding van het gebed, is elegant gekleed met een brede dalmatiek, een parelhalsband om haar nek en ze heeft een kind voor haar; het gaat aan de zijkanten van het arcosolium vergezeld van twee christogrammen. Deze figuur werd geïnterpreteerd als een van de eerste pogingen om op een zeker hiëratische manier de moeder van Jezus weer te geven, ook al is het niet uitgesloten dat het gewoon een afbeelding van een overleden persoon is.